# FFF (Musiker)
FFF ist der Künstlername von Tommy de Roos, einem Breakcore-Musiker/DJ aus Rotterdam, Niederlande. Er spielte auch in der Noise-Band FCKN'BSTRDS, die in den Niederlanden und Belgien auftrat und veröffentlichte eine selbstbetitelte EP als Rebel Assault auf Astral Anarchy.
Er veröffentlichte Musik auf vielen verschiedenen Labels, unter anderem Sprengstoff Records, Sozialistischer Plattenbau, Mindbender Records, Clash Records, Irritant und kool.POP.

## Diskografie
- Untitled mit Fast Forward (Necromaniacs Industry)
- Smiles Are Evil EP (2002, Hong Kong Violence)
- Clash Of The Titans mit LFO Demon (2003, Sprengstoff Records / Mindbender Records)
- Murder / Junglist (2003, Clash Records)
- Fuck Copyrights!! (2004, K-Hole Productions)
- The Smell Of Urine After Eating Asparagus E.P. mit Bombolo Blues Band (2004, Sonic Belligeranza)
- Dubcore Volume 7 (2009, Sozialistischer Plattenbau)

Als Rebel Assault (mit Mathilde Pop):
- Rebel Assault (Astral Anarchy)